# Batalló Henri Vuillemin

El Batalló Henri Vuillemin va ser una unitat de les Brigades Internacionals durant la Guerra Civil espanyola.
Va ser formada el 12 de desembre del 1936, sobretot per voluntaris francesos i belgues, així com recollint supervivents del Batalló Louise Michel. Inicialment se l'enquadrà a la XIII Brigada Internacional, però l'agost del 1937 va ser transferit a la XIV. Va ser dissolt el 23 d'abril del 1938.